# Madimba
Madimba är ett territorium i Kongo-Kinshasa. Det ligger i provinsen Kongo-Central, i den västra delen av landet, 80 km söder om huvudstaden Kinshasa.